# Giarre
Giarre (Giarri en siciliano) es una ciudad siciliana de casi 30.000 habitantes de la Provincia de Catania.
Está situada en la costa oriental de Sicilia, bajo el Volcán Etna, a medio camino entre Catania y Taormina y hoy en día constituye una conurbación con la cercana ciudad de Riposto.
El centro de la ciudad está constituido por la vía Callipoli y por la plaza mayor, donde se encuentra el Duomo (la Catedral) de San Isidro Labrador, un magnífico monumento de estilo neoclásico cuya construcción se inició en 1794.

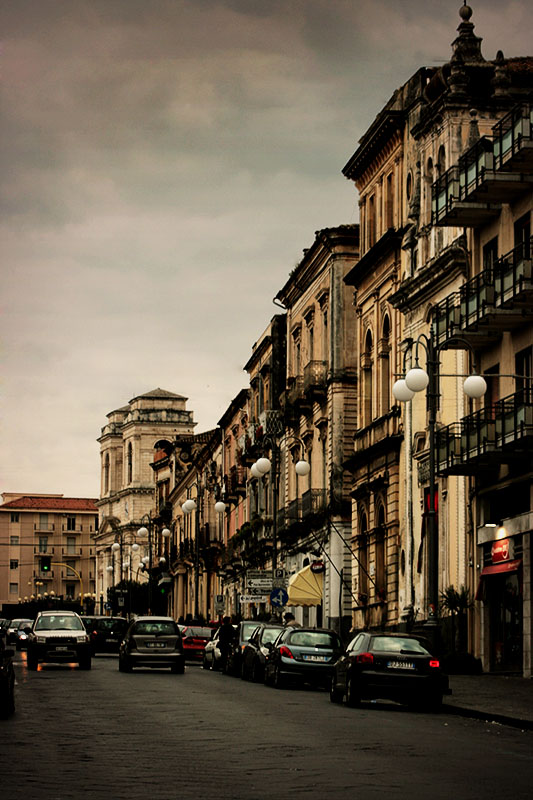
Via Callipoli.

## Historia
El nombre de la ciudad deriva de las giarre (jarras - vasijas), que contenían los diezmos que se pagaban al obispo de Catania. El pueblo nació en el siglo XVI a lo largo de la carretera romana, la vía Valeria, como aldea de la antigua Máscali, cuando los obispos de Catania, condes de Máscali, decidieron conceder este territorio, cubierto por bosques, a familias burgueses de Aci y Mesina para que fuera cultivado.
En 1815 Giarre se separó de Máscali y se convirtió en un municipio autónomo.
Durante el fascismo las dos ciudades de Giarre y Riposto fueron unificadas con el nombre de Jonia, pero quedaron definitivamente divididas en 1945.

## Evolución demográfica
| Gráfica de evolución demográfica de Giarre entre 1861 y 2001 |
|                                                              |
| Fuente ISTAT - elaboración gráfica de Wikipedia              |